# Vai que Dá Certo
Vai que Dá Certo é um filme de comédia de brasileiro de 2013, dirigido por Maurício Farias, escrito por Farias, Alexandre Morcilo e Fábio Porchat. Foi lançado pela Imagem Filmes em 22 de março de 2013.
A ideia do filme veio a Farias em 1994 e expandida em 1999 com Morcilo, porém somente em 2008 o diretor apresentou o trabalho pra a produtora Sílvia Fraiha. Após um ano de trabalho com os roteiristas Bernardo Guilherme e Marcelo Gonçalves da A Grande Família, mudando o cenário do filme do Rio de Janeiro para São Paulo, Farias convocou Porchat para ajudar a fechar o texto. Em setembro de 2011 as filmagens foram iniciadas em Paulínia. Vai que Dá Certo foi bem recebido pela crítica, e atraiu mais de 2 milhões de espectadores. A continuação Vai que Dá Certo 2 foi lançada em 2016.

## Sinopse
Quatro amigos de adolescência, o músico de bar Rodrigo, os irmãos Amaral e Vaguinho e o parceiro de ambos em uma loja de eletrônicos, Tonico, voltam a se encontrar em uma festa, na qual também estão um antigo amigo que virou político, Paulo, e a espevitada Jaqueline, que Amaral acaba paquerando. Depois da festa Rodrigo é dispensado pela esposa por irresponsabilidade e demitido do bar. Ao pedir um emprego para seu primo Danilo, que trabalha em uma transportadora de valores, este em turno sugere a Rodrigo trazer mais três pessoas para em um golpe roubarem dinheiro da transportadora. Após ter seu carro velho roubado com seus instrumentos logo em seguida, Rodrigo chama Amaral, Vaguinho e Tonico para o esquema, e eles aceitam após discutirem suas frustrações por não terem conseguido realizar os sonhos da juventude.
O plano era de todos chegarem na transportadora enquanto Danilo estava em um carro forte, levarem o dinheiro embora e quando encontrassem o carro com Danilo amarrado dentro, este dar a desculpa de que o malote tinha sido roubado como resgate pelos homens que tinham sequestrado seu avô Altamiro. No dia de executar, tudo dá errado: Amaral e Rodrigo são detidos pela polícia pelo primeiro dirigir falando ao celular, e Altamiro, um veterano da FEB que sofre de Alzheimer, expulsa Tonico e Vaguinho da casa achando que ambos irão assaltá-lo. Tendo contraído imensa dívida com os traficantes de quem tinham pego as armas para o assalto, os amigos se veem forçados a vender e arrendar tudo que tem, e ainda assim ficam faltando R$10 mil.
Quando uma tentativa de assalto ao bar em que Rodrigo trabalhava dá errado - inclusive com o carro sendo parado por dois policiais que pedem mais R$10 mil para não apresentarem queixa e ainda apreendem uma das armas a devolver  -  decidem com a ajuda de Jaqueline invadir a casa de Paulo para assaltá-lo enquanto ela o seduz e distrai. Eventualmente Paulo reconhece seus captores, mas decide ajudá-los para se livrar do caixa dois conseguido em sua campanha. Quando os policiais não retornam a arma ao serem pagos, Amaral e Jaqueline pegam um extra para quitar - e por tabela ele leva R$60 mil equivalentes ao dinheiro levantado antes do roubo, e ela um dos Rolex de Paulo para pagar seu carro, usado no assalto. Cinco meses depois, Paulo foi reeleito usando o sequestro para se promover, Rodrigo é dono de um estúdio de gravação, Danilo comprou um mercado e Amaral melhorou sua loja. O filme termina com Paulo convocando o quinteto para fazer um serviço que quitaria a dívida.

## Elenco
- Danton Mello como Rodrigo[3]
- Lúcio Mauro Filho como Danilo
- Fábio Porchat como Amaral
- Gregório Duvivier como Vaguinho
- Felipe Abib como Tonico
- Natália Lage como Jaqueline
- Bruno Mazzeo como Paulo
- Georgiana Góes como Priscila
- Sérgio Guizé como Cabeça
- Lúcio Mauro como Dr. Altamiro
- Roney Facchini como Durval
- Lúcia Alves como mãe de Rodrigo
- Felipe Rocha como Cid
- Ravel Cabral como Da Silva

## Produção

### Desenvolvimento
Em 1994, o diretor Maurício Farias teve a ideia do filme, quando ouviu a história do motorista de um conhecido que havia sido preso por assalto. Na época ele ficou impressionado com o fato de que o motorista era uma pessoa íntegra e querida, daquelas que jamais se imaginaria que estivesse envolvido em alguma atividade criminosa. Em 2000 Farias deu um curso de direção no qual um dos inscritos era o roteirista Alexandre Morcilo, que não tinha interesse em dirigir mas escrever para a televisão  - mais especificamente no programa Você Decide, que Farias informou que ia sair do ar após ler o trabalho de Morcilo. Porém Farias gostou dos textos, e chamou-o para trabalhar na velha ideia sua. O roteiro, com cinco amigos que fariam um assalto combinado, faria "um painel do Rio de Janeiro na nossa época."

Após alguns anos no inferno do desenvolvimento, na pré-produção do filme Verônica em 2008,  Maurício Farias resolveu apresentá-lo à produtora Sílvia Fraiha. Fraiha gostou do roteiro e aceitou levar o filme às telas, porém Farias eventualmente decidiu mudar o cenário do filme por considerar que o subúrbio do Rio já havia sido muito retratado pelo cinema nos dez anos em que desenvolveu a história. Então convocou Bernardo Guilherme e Marcelo Gonçalves, que trabalharam com Farias em A Grande Família, para retrabalhar o texto ao longo de um ano. Como Guilherme e Gonçalves ficaram indisponíveis para completar o texto após Farias sair do programa, Farias decidiu pedir ajuda a Bruno Mazzeo, com quem tinha trabalhado na série Junto & Misturado. Mazzeo em turno pediu para convidar um dos membros da série, Fábio Porchat, que ajudou Farias a completar o roteiro "em tempo recorde", com os personagens já escritos conforme os atores escalados. O próprio Porchat se juntou ao elenco quando Leandro Hassum, que Farias tinha convidado, teve de desistir pela agenda cheia. Duas semanas antes das filmagens começarem, Mazzeo e Danton Mello trocaram de papéis, porque o excesso de compromissos de Mazzeo fez o ator precisar de uma participação menor.

### Filmagens

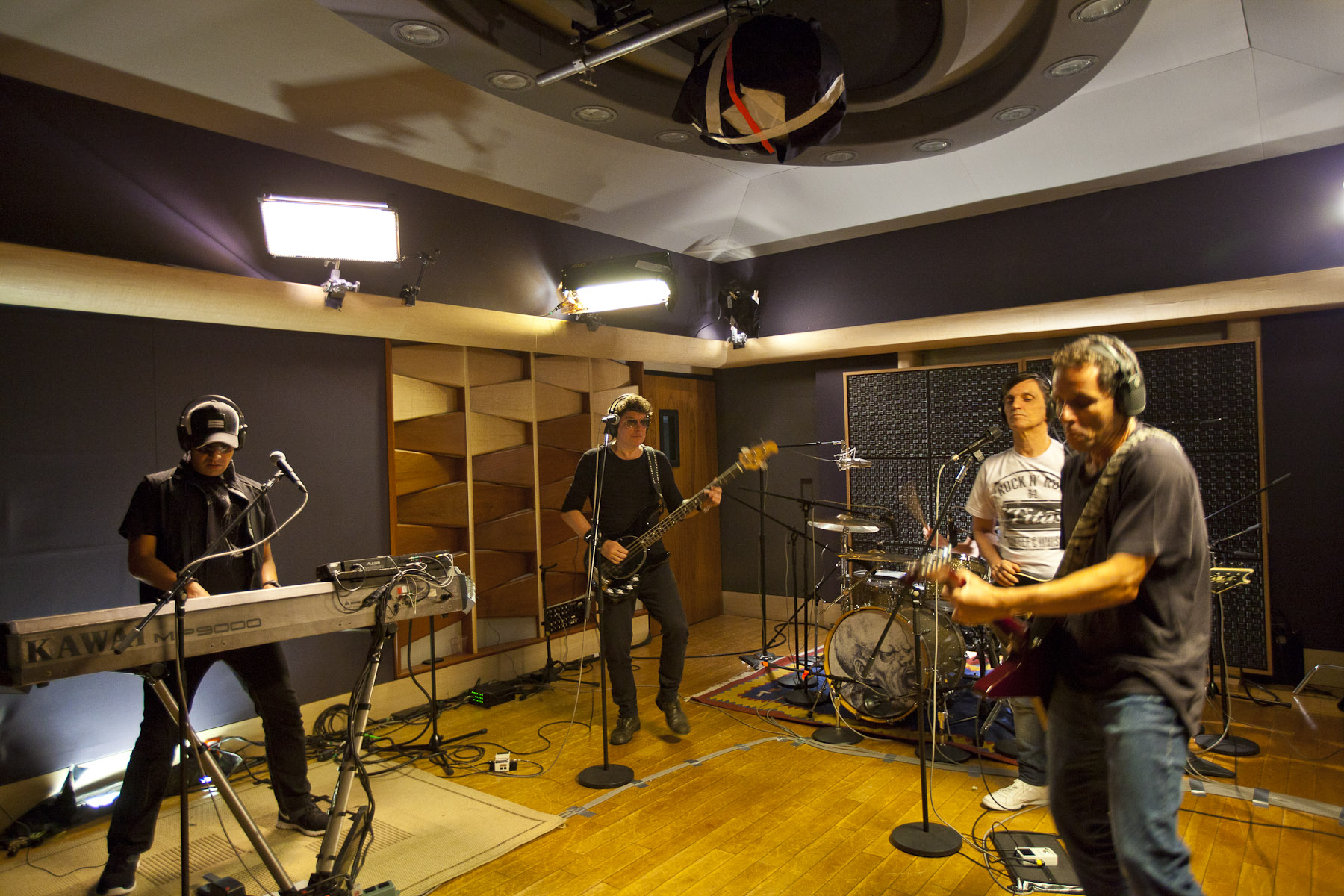
A banda Titãs em 2013 gravando a cena em que aparecem tocando no filme.

A cidade paulista de Paulínia se tornou o local das filmagens após Farias receber um incentivo financeiro de R$ 1 milhão do edital da Secretaria de Cultura da Paulínia.
Depois de acabar as filmagens de Totalmente Inocentes o ator Fábio Porchat iniciou as gravações de suas cenas em 8 de setembro de  2011 em Paulínia, no interior de São Paulo e logo depois em Campinas, o que resultou em fortes sotaques paulistanos feitos por atores cariocas.
Uma das cenas do filme é intercalada com imagens da banda Titãs tocando a faixa "Cabeça Dinossauro", do seu álbum de mesmo nome.

## Lançamento

### Divulgação
O primeiro trailer de Vai que Dá Certo foi lançado em 18 de dezembro de 2012, e compartilhado na página do filme nas redes sociais. Já o cartaz do filme, a distribuidora, Imagem Filmes, veio lançar somente em 27 de dezembro de 2012. Campanhas publicitárias começou a ser exibida em algumas emissoras de televisão em 17 de março de 2013.

### Bilheteria
Vai que Dá Certo estreou em 22 de março de 2013 como sendo a principal estréia da semana, em 450 salas de cinema em todo o Brasil, arrecadou R$ 4,8 milhões e levou 401,1 mil, com uma média de 891 espectadores por sala em seu primeiro final de semana. O filme ficou na primeira posição das maiores estreias entre os filmes brasileiros de 2013 até 3 de maio, quando o filme Somos tão Jovens foi lançado desbancando-o com um publico recorde de 470 mil, apenas na semana de estréia. Embora o filme teve uma boa abertura nos circuitos, o filme não conseguiu o primeiro lugar, posicionando-se atrás de Os Croods, que também estreou no mesmo fim de semana, assim os dois desbancando o filme também estadunidense, Oz: The Great and Powerful. A marca o colocou como a 10ª maior estréia do cinema brasileiro desde a chamada "retomada", iniciada com a Lei do Audiovisual e o sucesso do filme Carlota Joaquina, Princesa do Brazil (1995), de Carla Camurati, porém, ficou por pouco tempo nesta posição, depois que outros filmes foram lançados.
Depois de dez dias em cartaz, o filme alcançou a marca de 1 milhão de espectadores. A informação foi divulgada em 1 de abril de 2013, num comunicado oficial da distribuidora, Imagem Filmes. De acordo com o comunicado o feriado da Páscoa impulsionou os números em ingressos vendidos nos cinemas brasileiros. Depois de uma semana na segunda posição nas bilheterias brasileiras o filme veio a ser desbancado por G.I. Joe: Retaliation em 29 de março de 2013, posicionando-se em terceiro lugar, com 1.046.830 ingressos vendidos. Vai que Dá Certo fechou seu período nos cinemas com  R$ 28.994.167 de receita e um público total de 2.735.546 espectadores.

### Crítica
Em geral o filme recebeu criticas positivas. O critico Roberto Cunha do website AdoroCinema deu 4 de 5 estrelas ao filme, elogiou o roteiro e disse que embora custe para "embalar... mas quando embala, é só deixar o riso fluir" e também disse que "Vai Que Dá Certo é uma comédia de erros cheia de acertos, que diverte sem apelação e com humor de qualidade. É ponto final. E para o cinema nacional".
Roberto Guerra do CineClick relatou que o filme "é uma comédia eficiente, de situações cômicas bem arquitetadas e de fato divertidas". Já Consuelo Lins de O Globo comparou o filme com uma "espécie de turma do bolinha trash e ingênua, que tenta, de modo desajeitado e com pouca convicção, se equilibrar na vida sem maiores tramoias" e disse que "esse tipo de contexto narrativo é o que há de mais simpático na comédia". Marcelo Hessel do website Omelete deu uma nota 3 de 5 ao filme e disse que o filme resultou em uma comédia "desconjuntada que se pauta pela estupidez...  mas que termina achando na paródia um olhar interessante sobre alguns dos estereótipos da neurose cosmopolita".
Carol Nogueira no site da Veja relatou: "Por alguns minutos, na introdução de Vai que Dá Certo, o espectador pode até acreditar que está vendo um filme diferente e original. Mas é uma pena que a abertura, feita em estilo 8-bit -- de games como Pac Man --, nada tenha a ver com o resto do longa, que desperdiça os grandes nomes aos quais está vinculado para fazer um humor não muito diferente do que se vê na tela da Globo. Afinal, é dirigido por Maurício Farias (diretor de A Grande Família entre 2004 e 2010 e também das séries Aline e Tapas & Beijos) e estrelado por um time de peso que inclui, entre outros, Bruno Mazzeo, Lúcio Mauro Filho e Danton Mello."